# TRAFFIC International
TRAFFIC is een internationale organisatie die erop toeziet dat de handel in wilde planten en dieren op een verantwoorde manier gebeurt. De organisatie heeft ca 140 medewerkers, verdeeld over 15 vestigingen over de hele wereld. Het hoofdkantoor zetelt in Cambridge (Verenigd Koninkrijk).

## Geschiedenis
Traffic is in 1976 opgericht als onderzoeksbureau door het Wereld Natuur Fonds en de International Union for Conservation of Nature (IUCN).
Primaire doelstellingen waren om de handel in bedreigde dieren en planten in kaart te brengen, blootlegging van smokkelroutes en het signaleren welke landen onvoldoende optraden tegen de illegale handel.  

## Activiteiten
- Bewaking transporten van diverse fauna en flora.
- Bewaking van de handel in afgeleide producten.
- Actieve rol bij de kwaliteitszorg, de voorbereiding en de uitvoering van bijvoorbeeld dierentransporten tussen diverse dierentuinen en wildparken.
- Het functioneren als schakel tussen de bepalingen van het IUCN en de kweekprogramma's van diverse dierenparken.